# عبد القادر الخطيب
عبد القادر الخطيب، فقيه وعالم شغل منصب الإفتاء في بغداد.

## الولادة والنشأة
ولد في محلة الفضل ببغداد سنة 1313 هـ، الموافق سنة 1895م،
وهو أبو محي الدين الشيخ عبد القادر بن عبد الرزاق بن صفر آغا، رئيس عشيرة الصوالح القيسية.
نشأ في عائلة مسلمة مثقفة فوالده عبد الرزاق صفر آغا كان معلما في المدرسة الحميدية، فتعلم على يديه القرآن.

## دراسته
أكمل الدراسة الأبتدائية ودخل دار المعلمين وتخرج منها وعين معلما في المدرسة الحيدرية الابتدائية،
وعند نشوب الحرب العالمية الأولى دعي إلى الخدمة العسكرية كضابط أحتياط ثم أرسل إلى أستنبول ثم عاد إلى الموصل، فأحتل الأنكليز بغداد، وبقي في الموصل وعين معلما في مدرسة الفرقان.
وقد درس في الموصل على علمائها، وأجيز بالقراءات من الشيخ محمد أفندي الرضواني وأجيز من الشيخ أحمد عبد الوهاب الجوادي، وفي سنة 1919م عاد إلى بغداد.
أكمل دراسته العلمية على يد شيوخ بغداد، ومنهم العلامة عبد الوهاب النائب، والعلامة يحيى الوتري، والشيخ عبد المحسن الطائي، والشيخ قاسم القيسي، والخطاط الشيخ محمد علي الدروش الفضلي، والشيخ أمجد الزهاوي، والشيخ عبد الرحمن القرداغي، والشيخ علي الخوجة، والشيخ سعيد الدوري. وقد نال الإجازات العلمية من هؤلاء الأعلام وغيرهم من علماء الشام، ومصر، والحجاز.

## عمله ووظائفه
عين خطيبا في جامع الإمام الأعظم في الأعظمية سنة 1929م.
عمل مدرساً في تكية البدوي، ومدرسا في مدرسة منورة خاتون، ثم مدرساً في الحضرة القادرية .
جمعت له الإمامة الأولى والخطابة في جامع الإمام الأعظم ولمدة أربعين سنة.
أنتخب رئيساً لرابطة العلماء في العراق بعد الشيخ أمجد الزهاوي.
عين مدرساً للقراءات والتجويد في كلية الشريعة في الأعظمية.
درس عندهُ وتتلمذ عليهِ الكثير من شيوخ وعلماء الأعظمية ومن تلامذتهِ الشيخ أحمد حسن الطه.
كان جميل الطلعة مهابا ووقورا وشديد الحياء، وبعيدا عن التزلف للحكام، وعفيفا وله صوت رخيم مؤثر في سامعيه عند الخطابة،

## وفاته

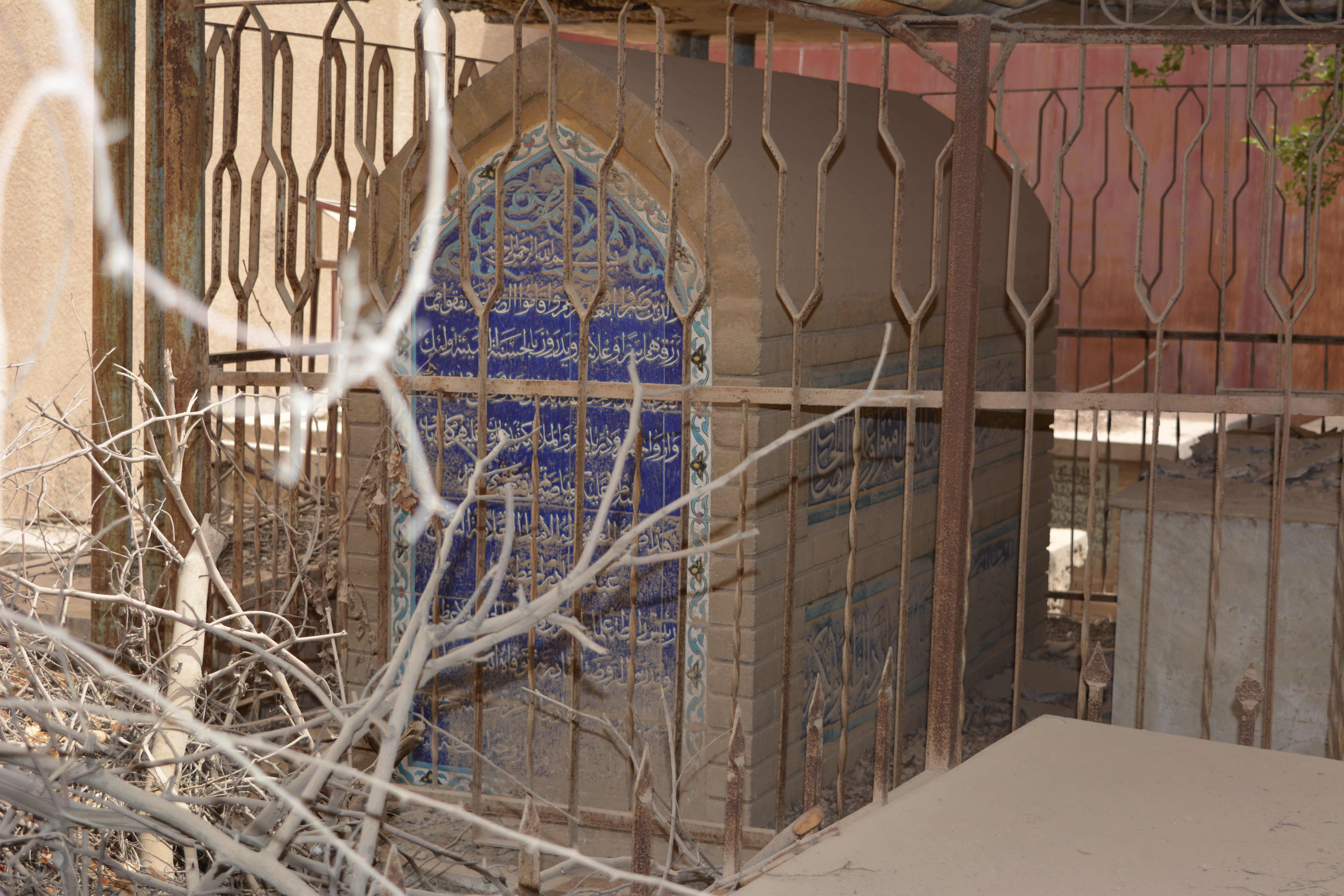
قبر الشيخ عبد القادر الخطيب في مقبرة الخيزران في الأعظمية

توفي من بعد صلاة العشاء ليلة 26 جمادى الثانية سنة 1389هـ/8 أيلول 1969م، وعند عودته من حلقة من حلقات الذكر التي أقامها في تكية البندنيجي في بغداد.
وأعلن نبأ وفاته في الإذاعة العراقية ومآذن المساجد، وقد شيع صباح يوم الثلاثاء من داره في الأعظمية، إلى الحضرة القادرية وصلى عليه صلاة الجنازة فيها، ثم نقل إلى جامع الإمام الأعظم بعد صلاة العصر في موكب مهيب حافل لم تشهد له بغداد مثيلا وأغلقت الاسواق وزحفت الجموع بالأعلام والدفوف لتحمل نعشه إلى الأعظمية، حيث صلي عليه مرة أخرى صلاة الجنازة، ودفن في مقبرة الخيزران، وقد أبنه العلماء والطلاب ومنهم الشيخ محمد محروس المدرس.
وقد رثاه الشيخ الدكتور رشيد العبيدي بقصيدة باكية جاء فيها: